# 德氏杜父魚
德氏杜父魚，為輻鰭魚綱鮋形目杜父魚亞目杜父魚科的其中一種，為溫帶淡水魚，分布於歐洲法國上多爾多涅省和上盧瓦爾淡水流域，體長可達10公分，棲息在岩石底質、水質清澈且流動的溪流，生活習性不明。